# Carlo Villanueva Fuentes
Carlo Alberto Villanueva Fuentes (Maipú, Chile, 1 de julio de 1999) es un futbolista profesional chileno que se desempeña como volante ofensivo y actualmente milita en Huachipato de la Primera División de Chile.

## Trayectoria

### Colo-Colo

#### 2016
Surgido en las divisiones inferiores de Colo-Colo, fue promovido al primer equipo de Colo-Colo por Pablo Guede, recibiendo su primera convocatoria con tan sólo 17 años de edad para disputar el duelo válido por las semifinales de vuelta de la Copa Chile 2016 el día 30 de noviembre ante Universidad Católica en el Estadio Monumental, instancia en la que el cuadro albo se impuso por 2 a 0, logrando avanzar a la final del certamen tras vencer 3-0 en el marcador global. En dicho partido, el jugador no ingresó, viendo el triunfo de su equipo desde el banco de suplentes.
Su debut oficial se produjo días más tarde, específicamente el 8 de diciembre, en el encuentro válido por la Fecha 15 del Apertura 2016 ante Palestino, ingresando a los 91' de juego en reemplazo de Jaime Valdés, con la camiseta número 26 en su espalda. Para dicho compromiso, Pablo Guede, entrenador del conjunto albo, dispuso una formación alternativa, compuesta en su mayoría por jugadores de proyección, considerando que seis días más tarde debían disputar la final de la Copa Chile ante Everton de Viña del Mar.

#### 2017
Posteriormente, vio acción en la llave por los octavos de final de la Copa Chile 2017 ante Deportes Iberia, disputando desde el arranque ambos duelos, primero en la derrota alba 3 a 2 el 30 de agosto en condición de visita y, cuatro días más tarde, en la caída 0 a 2 en el Estadio Monumental, lo que, en definitiva, determinó la eliminación de su equipo con un marcador global de 5 a 2 en favor del conjunto de Los Ángeles. Si bien el resultado final no fue favorable para Colo-Colo, sus actuaciones dejaron buenas sensaciones tanto en el cuerpo técnico como en la hinchada alba, retribuyendo de esa forma la confianza que Pablo Guede depositó en él al incluirlo en las convocatorias de los últimos partidos.
Hizo su estreno como titular en Primera División el 22 de septiembre de 2017, ante San Luis de Quillota por la Fecha 7 del Torneo de Transición, aportando con su talento en la victoria colocolina 3 a 0. En dicho compromiso, ingresó con la tarea de suplir la ausencia de Jorge Valdivia, quien se encontraba suspendido por acumulación de tarjetas amarillas, y no desentonó, pues, además de mostrar un buen juego y elaboración de fútbol, fue de las figuras del encuentro, al minuto 29' asistió a Óscar Opazo para que marcase el 1-0 transitorio y a los 63' anotó su primer gol con la camiseta de Colo-Colo, tras empujar un balón entrando al área chica luego de una asistencia de Jaime Valdés, finalizando una buena jugada iniciada por Esteban Paredes. Finalmente, se retiró a los 68 minutos de partido, reemplazado por Jorge Araya.
Tomando en cuenta estos antecedentes, la dirigencia de Blanco y Negro S.A., encabezada por Aníbal Mosa, extendió el contrato del jugador hasta 2021, de cara a futuras ofertas que lleguen desde el extranjero.
En la última fecha el "cacique" golearía por 3-0 a Huachipato en el sur coronándose campeones del fútbol chileno por 32ª vez, en el partido decisivo Villanueva no sería citado, por el Torneo de Transición 2017 jugaría tres encuentros anotando un gol y una asistencia, siendo titular en dos y jugando 126 minutos.

#### 2018
El día 26 de enero de 2018, se coronó campeón de la Supercopa de Chile, jugando 12 minutos en la victoria 3 a 0 sobre Santiago Wanderers.

## Estadísticas

### Clubes
| Club               | Div.             | Temporada        | Liga  | Liga  | Liga   | Copas nacionales | Copas nacionales | Copas nacionales | Copas internacionales | Copas internacionales | Copas internacionales | Total | Total | Total  |
| Club               | Div.             | Temporada        | Part. | Goles | Asist. | Part.            | Goles            | Asist.           | Part.                 | Goles                 | Asist.                | Part. | Goles | Asist. |
| ------------------ | ---------------- | ---------------- | ----- | ----- | ------ | ---------------- | ---------------- | ---------------- | --------------------- | --------------------- | --------------------- | ----- | ----- | ------ |
| Colo-Colo · Chile  | 1.ª              | 2016-17          | 1     | 0     | 0      | —                | —                | —                | —                     | —                     | —                     | 1     | 0     | 0      |
| Colo-Colo · Chile  | 1.ª              | 2017             | 3     | 1     | 2      | 2                | 0                | 0                | —                     | —                     | —                     | 5     | 1     | 2      |
| Colo-Colo · Chile  | 1.ª              | 2018             | 5     | 0     | 0      | 1                | 0                | 0                | —                     | —                     | —                     | 6     | 0     | 0      |
| Colo-Colo · Chile  | 1.ª              | 2019             | 12    | 1     | 1      | 6                | 2                | 0                | —                     | —                     | —                     | 18    | 3     | 1      |
| Colo-Colo · Chile  | 1.ª              | 2020             | 1     | 0     | 0      | —                | —                | —                | —                     | —                     | —                     | 1     | 0     | 0      |
| Colo-Colo · Chile  | 1.ª              | 2021             | 7     | 0     | 1      | —                | —                | —                | —                     | —                     | —                     | 7     | 0     | 1      |
| Colo-Colo · Chile  | 1.ª              | 2022             | 10    | 1     | 0      | 1                | 1                | 0                | 3                     | 0                     | 0                     | 14    | 2     | 0      |
| Colo-Colo · Chile  | Total club       | Total club       | 39    | 3     | 4      | 10               | 3                | 0                | 3                     | 0                     | 0                     | 52    | 6     | 4      |
| Huachipato · Chile | 1.ª              | 2023             | 0     | 0     | 0      | 0                | 0                | 0                | —                     | —                     | —                     | 0     | 0     | 0      |
| Huachipato · Chile | 1.ª              | 2024             | 0     | 0     | 0      | 0                | —                | —                | 1                     | 1                     | 0                     | 1     | 1     | 0      |
| Huachipato · Chile | Total club       | Total club       | 0     | 0     | 0      | 0                | 0                | 0                | 1                     | 1                     | 0                     | 1     | 1     | 0      |
| Total en carrera   | Total en carrera | Total en carrera | 39    | 3     | 4      | 10               | 3                | 0                | 4                     | 1                     | 0                     | 53    | 7     | 4      |
| 1. 2. 3.           |                  |                  |       |       |        |                  |                  |                  |                       |                       |                       |       |       |        |

## Palmarés

### Campeonatos nacionales
| Título             | Equipo           | País  | Año    |
| ------------------ | ---------------- | ----- | ------ |
| Supercopa de Chile | C.S.D. Colo-Colo | Chile | 2017   |
| Primera División   | C.S.D. Colo-Colo | Chile | 2017-T |
| Supercopa de Chile | C.S.D. Colo-Colo | Chile | 2018   |
| Copa Chile         | C.S.D. Colo-Colo | Chile | 2019   |
| Copa Chile         | C.S.D. Colo-Colo | Chile | 2021   |
| Supercopa de Chile | C.S.D. Colo-Colo | Chile | 2022   |
| Primera División   | C.S.D. Colo-Colo | Chile | 2022   |
| Primera División   | Huachipato       | Chile | 2023   |